# 圣费利克斯 (洛特省)
圣费利克斯（法語：Saint-Félix）是法国洛特省的一个市镇，属于菲雅克区。该市镇总面积7.73平方公里，2009年时的人口为450人。

## 人口
圣费利克斯人口变化图示